# اولدلامر
اولدلامر (به هلندی: Oldelamer) یک منطقهٔ مسکونی در هلند است که در وست‌استلینگ‌ورف واقع شده‌است. اولدلامر ۲۳۴ نفر جمعیت دارد.